# Тордільйо
Округ Тордільйо (ісп. Tordillo) — адміністративно-територіальна одиниця 2-ого рівня у провінції Буенос-Айрес в центральній Аргентині. Адміністративний центр округу — Хенераль-Конеса (ісп. General Conesa).
Населення округу становить 1764 особи (2010). Площа — 1330 кв. км.

## Історія
Округ заснований у 1839 році.

## Населення
У 2010 році населення становило 1764 особи. З них чоловіків — 928, жінок — 836.

## Політика
Округ належить до 5-ого виборчого сектору провінції Буенос-Айрес.